# Windmühlenstraße (Leipzig)
Die Windmühlenstraße ist eine 520 Meter lange Hauptverkehrsstraße in Leipzig. Sie bildet die Grenze zwischen den Ortsteilen Zentrum-Süd und Zentrum-Südost.

## Verlauf
Die Windmühlenstraße beginnt am Wilhelm-Leuschner-Platz und verläuft, abgesehen von einem leichten Linksschwenk von etwa 10° nach 50 Metern, in südöstlicher Richtung geradlinig bis zum Bayrischen Platz. Dabei steigt sie um etwa drei Meter an.
Sie besitzt einen Mittelstreifen mit Straßenbahngleisen und ist ab Einmündung der Grünewaldstraße vierspurig ausgebaut. Hier verkehren die Straßenbahnlinien 2, 9 und 16 mit der Haltestelle Härtelstraße. Die Straßenbahngleise im vorderen Teil dienen bei bestimmten Situationen als Wendeschleife.

## Geschichte

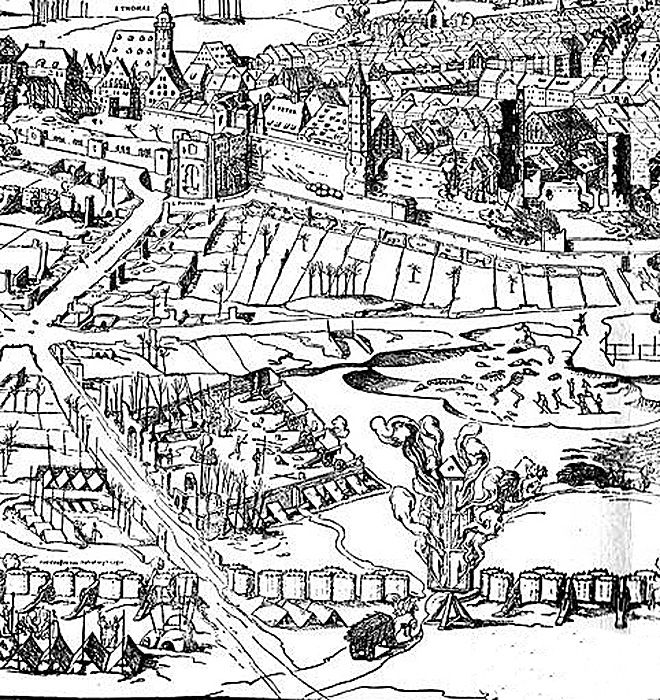
Brennende Windmühle 1547

Auf einer Darstellung der Belagerung Leipzigs im Schmalkaldischen Krieg 1547 ist in der Gegend des heutigen Bayrischen Platzes eine brennende Windmühle zu erkennen. Nach einer langen Dürre im Jahr 1590 mit Ausfall der Wassermühlen ließ der Rat der Stadt ebenfalls dort auf dem leicht erhöhten Gelände zwei Windmühlen errichten. Der Weg dorthin wurde der Windmühlenweg und blieb es, auch als die Mühlen im Dreißigjährigen Krieg wieder verschwanden.
In der sich entwickelnden Petersvorstadt wurde der Weg als Windmühlengasse bis zum Windmühlentor in der Nähe der heutigen Emilienstraße bebaut. Ab 1839 lautete der Name Große Windmühlengasse zur Unterscheidung von der Kleinen Windmühlengasse, wie das Straßenstück Der Kauz am Roßplatz nun benannt wurde. Nach der Inbetriebnahme des Bayerischen Bahnhofs 1842 reichte die Bebauung bald bis dorthin. 1843 erfolgte schließlich die Umbenennung in Windmühlenstraße.

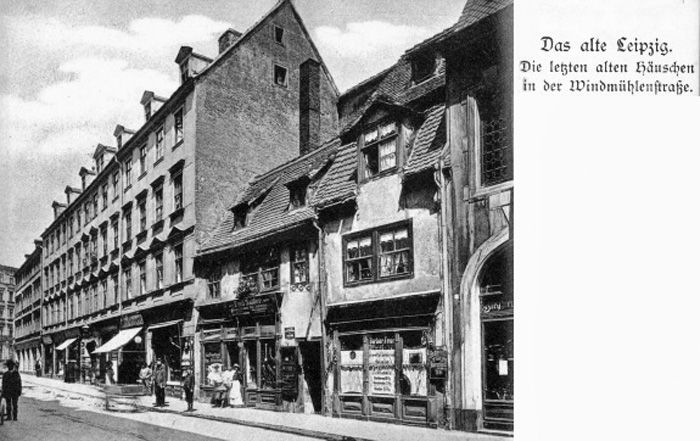
Die Windmühlenstraße um 1900
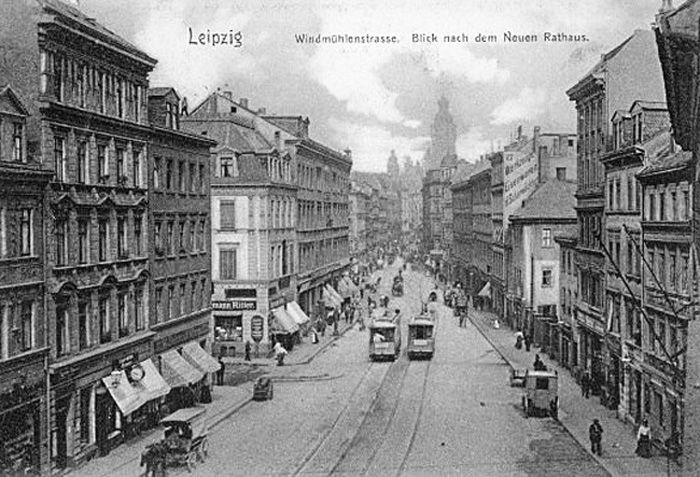
… 1910
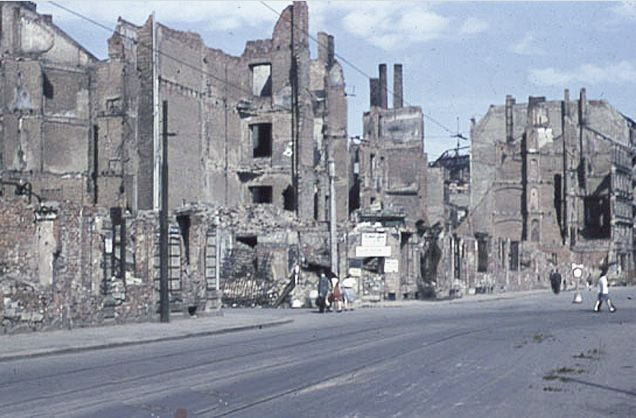
… und 1946

Nach und nach wurden die historischen Häuser ersetzt, sodass die Windmühlenstraße zu Beginn des 20. Jahrhunderts fast ausschließlich gründerzeitliche Gebäude aufwies. Neben Einzelhandelsgeschäften fanden sich auch Vergnügungsstätten, wie das Varieté Klein-Paris in der Nummer 11/13, das Café Weißer Hirsch in der Nummer 8/12 und mehrere Kinos, das größte – Astoria – mit 1600 Plätzen.

Fast 30 Jahre lang betrieb Max Joske zwei Warenhäuser in Leipzig, eines in der Windmühlenstraße und ein kleineres in der Karl-Heine-Straße im Leipziger Westen. Durch den sogenannten Judenboykott im April 1933 wurde er in den Ruin getrieben.
Im Zweiten Weltkrieg wurde die Windmühlenstraße total zerstört.

## Bebauung
Die heutige Bebauung der Windmühlenstraße begann 1952 bis 1954 mit der Häuserzeile Nr. 2–20 nach Plänen des Architekten Adam Bugner im Stil des Sozialistischen Klassizismus. Es ist ein verputzter fünf-, im Mittelteil sechsgeschossiger Ziegelbau mit Flachdach und Porphyrverkleidung im Erdgeschoss, an Traufkanten und an Lisenen. Durch den Mittelteil führt die Härtelstraße.

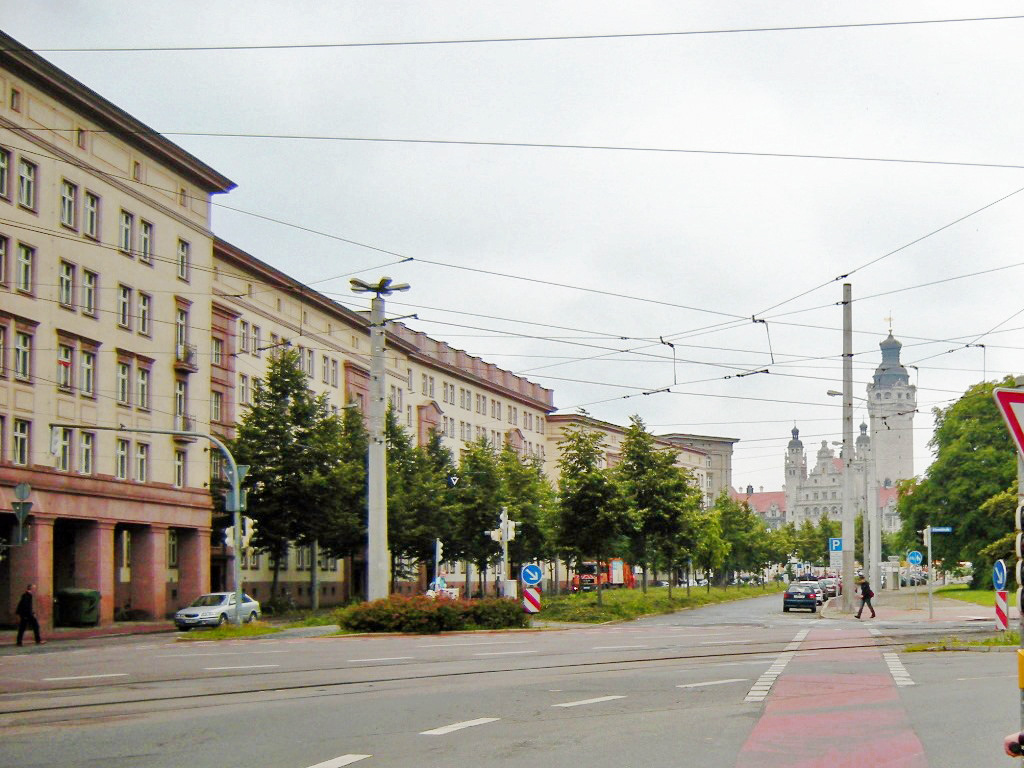
Hälfte der Zeile Nr. 2–20 (2009)
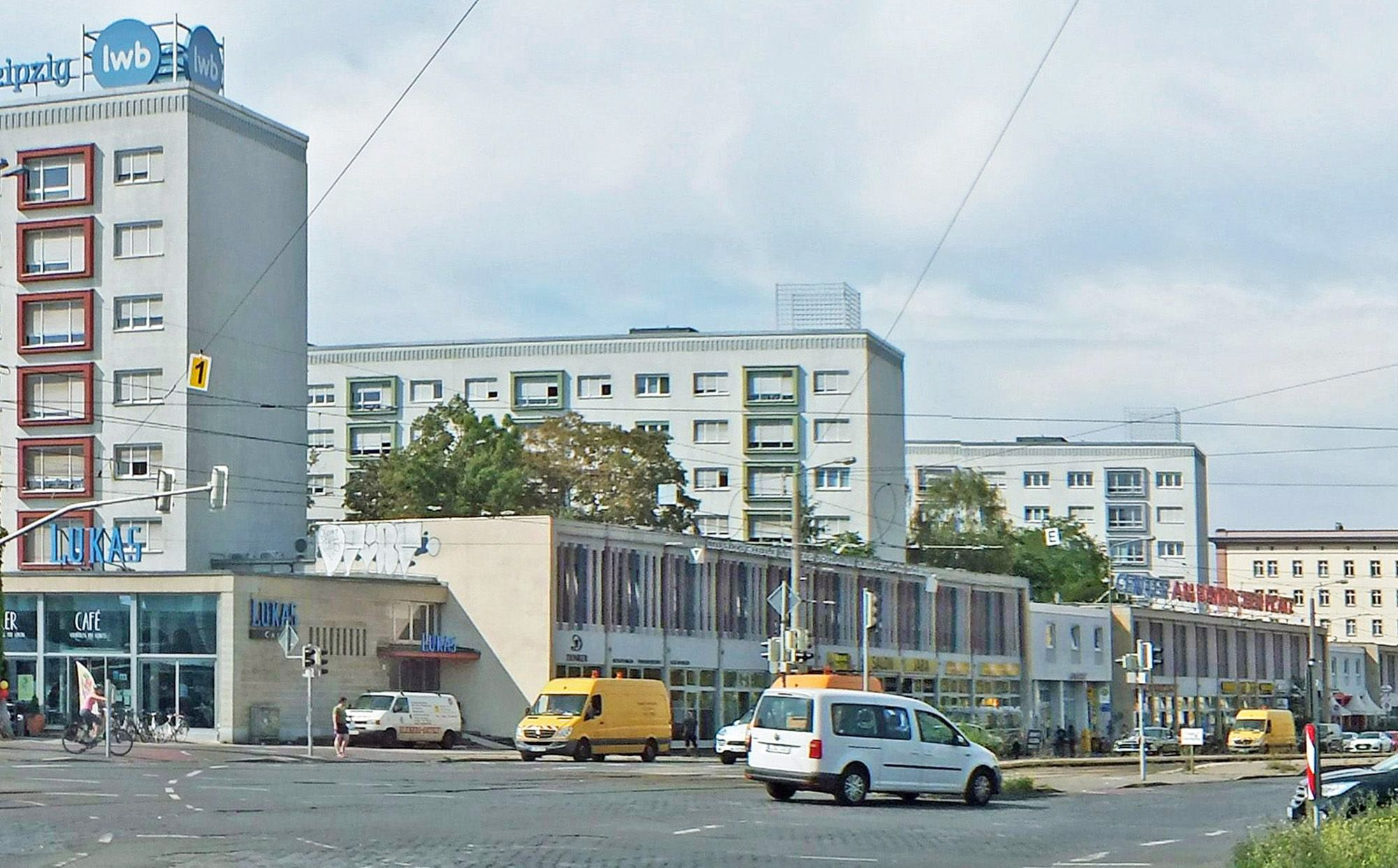
Südseite der Straße (2020)
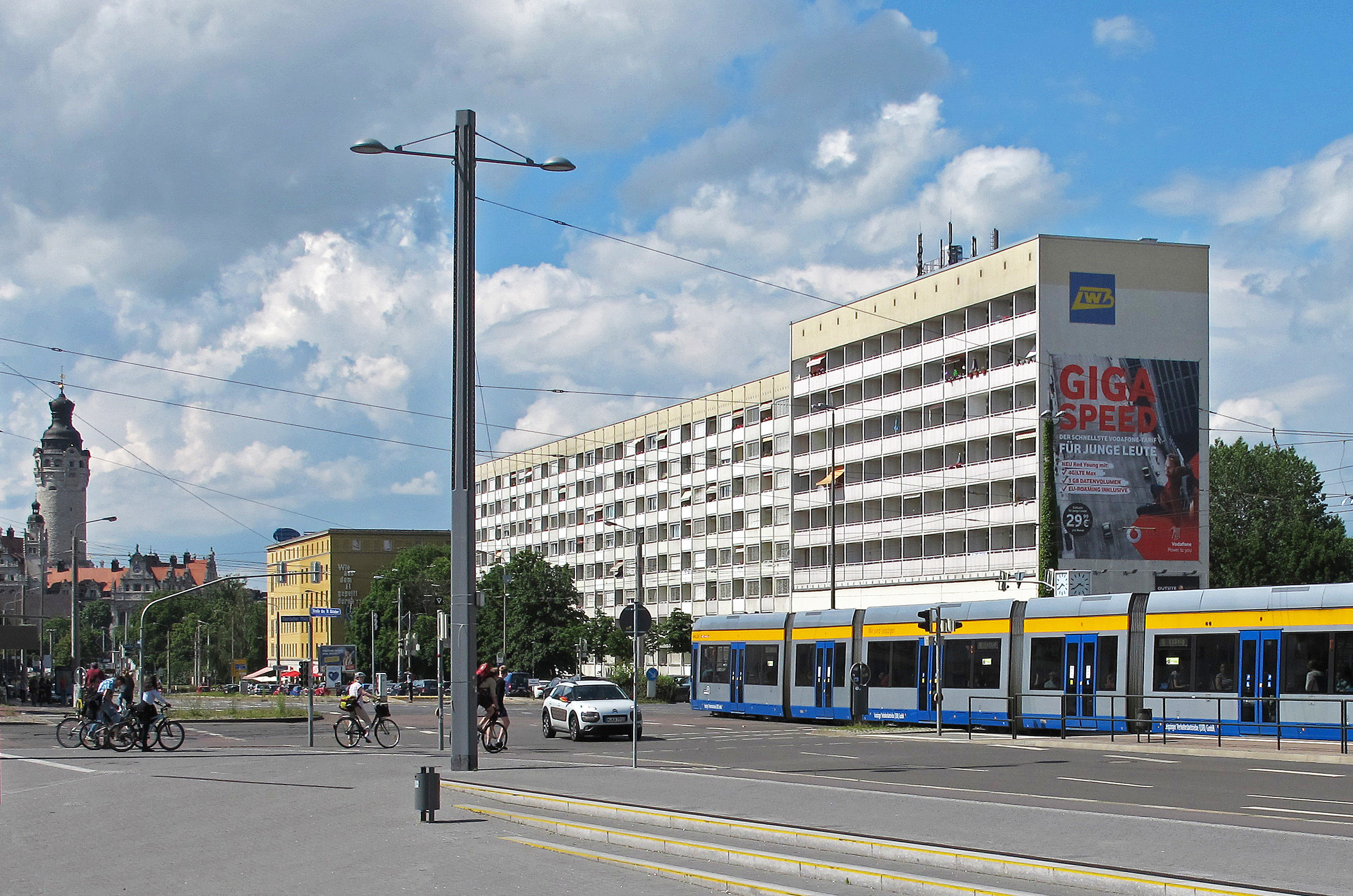
Nordseite (2016)

Auf der gegenüberliegenden Seite folgte 1956/1957 der fünfgeschossige Komplex Grünewaldstraße/Windmühlenstraße Nr. 23–31, ebenfalls ein verputzter Ziegelbau mit Einzelhandel und Gastronomie in der Erdgeschosszone.
Die weitere Bebauung auf der Südseite sind drei quer zur Windmühlenstraße stehende siebengeschossige Wohnhäuser aus den Jahren 1961–1965, die adressenmäßig zur Emilien- bzw. Riemannstraße gehören. Die verputzten Plattenbauten sind durch einen zweigeschossigen Flachbau längs der Windmühlenstraße verbunden, der Einzelhandel, Gastronomie- und Dienstleistungseinrichtungen enthält. Architekten waren Horst Krantz (1927–2020), Günter Gerhardt und Wolfgang Schreiner.
Die Nordseite wird durch einen parallel zur Straße verlaufendes und von ihr zurückgesetztes Wohngebäude fortgesetzt. Der achtgeschossige verputzte Plattenbau entstand von 1963 bis 1966 nach Plänen von E. Hofmann, Erich Böhme (1925–2001), H.-H. Oehring. Er endet am Bayrischen Platz in einem Kopfbau auf Stahlbetonstützen mit eingeschobenem Flachtrakt.
Gegenüber der früheren Bebauung ist der Straßenraum stark aufgeweitet mit Abständen zwischen den Gebäuden von 40 bis 60 Meter.